# St. Anger
St. Anger è l'ottavo album in studio del gruppo musicale statunitense Metallica, pubblicato il 5 giugno 2003 dalla Elektra Records.
Si tratta del primo album dai tempi di ...And Justice for All che non presenta il bassista Jason Newsted, il quale abbandonò il gruppo nel gennaio 2001, prima delle sessioni iniziali per la registrazione dell'album. Le parti di basso sono state curate dall'allora produttore del gruppo, Bob Rock. La copertina è stata disegnata per la prima volta da Pushead, il quale aveva già collaborato con i Metallica alla realizzazione del booklet di ...And Justice for All (1988), nonché alle copertine di svariati singoli e magliette del gruppo.

## Antefatti
Dopo che il bassista Jason Newsted abbandonò il gruppo il 17 gennaio 2001, i Metallica decisero di proseguire la propria attività musicale abbozzando nuovo materiale tra aprile e maggio 2001. Nel mese di luglio 2001, il frontman James Hetfield ha abbandonato temporaneamente il gruppo per entrare in un centro di riabilitazione dall'alcol, periodo concluso intorno alla fine dell'anno.
Nel mese di marzo 2002, venne rivelato che i produttori cinematografici Joe Berlinger e Bruce Sinofsky si sarebbero occupati di riprendere i Metallica durante le fasi di composizione e registrazione dell'ottavo album in studio del gruppo, cominciate nel mese di maggio 2002 agli HQ Studios di San Rafael (California) insieme al produttore Bob Rock, il quale ha anche curato le parti di basso.
Nei primi giorni del mese di giugno, i Metallica uscirono momentaneamente dagli studi di registrazione per eseguire un concerto a sorpresa a San Francisco, in cui eseguirono quattro cover dei Ramones (registrate poco prima per una possibile inclusione nell'album tributo del noto gruppo punk), alcuni brani dei primi album e un brano inedito, descritto come "heavy" ed intitolato Dead Kennedy Rolls.

Durante una conferenza tenuta a febbraio 2003 Hetfield fornì dettagli sull'ottavo album:
 Il 24 febbraio venne invece rivelato il nome del nuovo bassista, Robert Trujillo, noto per essere stato membro dei Suicidal Tendencies nei primi anni novanta. Trujillo non prese parte alle registrazioni finali dell'album ma eseguì tutti i brani dell'album in un concerto di prova tenuto agli HQ Studios, successivamente immortalato nel DVD bonus St. Anger Rehearsals.
Il 9 aprile 2003 i Metallica annunciarono di aver concluso le registrazioni per St. Anger, rivelando la lista tracce e le date di pubblicazione, fissate rispettivamente per il 9 giugno in Europa e il giorno successivo nel resto del mondo. La copertina fu invece rivelata il 16 dello stesso mese.

## Pubblicazione
L'album venne pubblicato il 5 giugno 2003. Originariamente la data era stata fissata per il 10 giugno, ma i Metallica decisero di anticipare l'uscita di cinque giorni, in risposta alla loro battaglia contro Napster e il timore che il materiale finisse disponibile in maniera illegale per il peer-to-peer su internet prima della pubblicazione effettiva. L'album venne distribuito in edizione speciale con il DVD bonus St. Anger Rehearsals, comprendente performance dal vivo e dietro le quinte in studio di tutte le tracce presenti in St. Anger. Durante la prima settimana vendette all'incirca 417 000 copie, debuttando al primo posto della classifica statunitense Billboard 200, così come in altri 30 Paesi nel mondo. Nel 2004 i Metallica furono premiati per il Grammy Award alla miglior interpretazione metal grazie al primo singolo estratto dall'album, l'omonimo St. Anger.
La promozione dell'album proseguì con i tour, Summer Sanitarium Tour 2003 e Madly in Anger with the World Tour, nei quali i Metallica suonarono soltanto i primi tre brani dell'album, mentre in altre sporadiche occasioni proposero altre tracce del disco.

## Accoglienza
St. Anger fu accolto negativamente da parte di alcuni fan del gruppo e dalla critica specializzata, che si focalizzò principalmente sulla qualità della produzione, i testi spesso di tema scontato e l'assenza di assoli di chitarra, fatto fino ad allora del tutto inusuale per il gruppo. L'arrangiamento della batteria di Lars Ulrich in fase di missaggio venne negativamente equiparato al suono prodotto da un set di pentole. Anche il lavoro alle chitarre di James Hetfield e Kirk Hammett fu definito come dispersivo e caotico. La durata eccessiva dell'album portò inoltre in molti a ritenere scoraggiante e noiosa l'esperienza di ascolto.
In quel periodo i fan diedero vita a una petizione online che raccolse 1 500 firme affinché i Metallica licenziassero Bob Rock come produttore, in quanto a detta loro colpevole di aver esercitato massiccia influenza sulle sonorità originarie del gruppo. Nel 2007 i Metallica decisero di affidare a Rick Rubin la produzione del loro successivo album, Death Magnetic, pubblicato nel 2008, che segnerà un ritorno alle radici thrash metal del gruppo.

## Tracce
Testi e musiche di James Hetfield, Lars Ulrich, Kirk Hammett e Bob Rock.
1. Frantic – 5:50
2. St. Anger – 7:21
3. Some Kind of Monster – 8:25
4. Dirty Window – 5:24
5. Invisible Kid – 8:30
6. My World – 5:45
7. Shoot Me Again – 7:10
8. Sweet Amber – 5:27
9. The Unnamed Feeling – 7:09
10. Purify – 5:13
11. All Within My Hands – 8:49

DVD bonus – St. Anger Rehearsals
1. Frantic – 6:24
2. St. Anger – 7:37
3. Some Kind of Monster – 8:40
4. Dirty Window – 6:24
5. Invisible Kid – 8:54
6. My World – 6:09
7. Shoot Me Again – 7:24
8. Sweet Amber – 5:54
9. The Unnamed Feeling – 7:30
10. Purify – 5:35
11. All Within My Hands – 9:21

## Formazione
Hanno partecipato alle registrazioni, secondo le note di copertina:
Gruppo
- James Hetfield – voce, chitarra
- Lars Ulrich – batteria
- Kirk Hammett – chitarra
- Robert Trujillo – basso (DVD)

Altri musicisti
- Bob Rock – basso (CD)

Produzione CD
- Bob Rock – produzione, registrazione, missaggio
- Metallica – produzione
- Mike Gillies – assistenza tecnica, montaggio digitale
- Eric Helmkamp – assistenza tecnica
- Vlado Miller – mastering

Produzione DVD
- Wayne Isham – direzione
- Dana Marshall – produzione
- Greg Rodgers – montaggio
- Gary Rodgers – montaggio
- Alex Poppas – direzione fotografica

## Classifiche

### Classifiche settimanali
| Classifica (2003) | Posizione massima |
| ----------------- | ----------------- |
| Australia         | 1                 |
| Austria           | 1                 |
| Belgio (Fiandre)  | 1                 |
| Belgio (Vallonia) | 3                 |
| Canada            | 1                 |
| Finlandia         | 1                 |
| Francia           | 3                 |
| Germania          | 1                 |
| Giappone          | 1                 |
| Italia            | 2                 |
| Norvegia          | 1                 |
| Nuova Zelanda     | 1                 |
| Paesi Bassi       | 2                 |
| Polonia           | 1                 |
| Portogallo        | 1                 |
| Regno Unito       | 3                 |
| Spagna            | 2                 |
| Stati Uniti       | 1                 |
| Svezia            | 1                 |
| Svizzera          | 2                 |

### Classifiche di fine anno
| Classifica (2003) | Posizione |
| ----------------- | --------- |
| Australia         | 32        |
| Austria           | 18        |
| Belgio (Fiandre)  | 10        |
| Belgio (Vallonia) | 46        |
| Finlandia         | 15        |
| Germania          | 10        |
| Italia            | 38        |
| Nuova Zelanda     | 39        |
| Paesi Bassi       | 24        |
| Regno Unito       | 95        |
| Stati Uniti       | 38        |
| Svezia            | 10        |
| Svizzera          | 9         |